# Jens Wittwer
Jens Wittwer (Leipzig, RDA, 17 de febrero de 1979) es un deportista alemán que compitió en remo. Ganó dos medallas de bronce en el Campeonato Mundial de Remo, en los años 2003 y 2004, ambas en la prueba de cuatro scull ligero.

## Palmarés internacional
| Campeonato Mundial | Campeonato Mundial | Campeonato Mundial | Campeonato Mundial  |
| Año                | Lugar              | Medalla            | Prueba              |
| ------------------ | ------------------ | ------------------ | ------------------- |
| 2003               | Milán (Italia)     | Medalla de bronce  | Cuatro scull ligero |
| 2004               | Bañolas (España)   | Medalla de bronce  | Cuatro scull ligero |